# Gallos Caliente
Gallos Caliente – meksykański klub piłkarski z siedzibą w mieście Tijuana, stolicy stanu Kalifornia Dolna. Funkcjonował w 2006 roku. Domowe mecze rozgrywał na obiekcie Unidad Deportiva CREA.

## Historia
Klub został założony w lipcu 2006 przez występujący w najwyższej klasie rozgrywkowej klub Querétaro FC oraz przedsiębiorstwo Grupo Caliente z Tijuany, krajowego potentata w branży zakładów bukmacherskich. Przystąpił do rozgrywek drugiej ligi meksykańskiej jako filia Querétaro. Występował w niej w jesiennym sezonie Apertura 2006, kiedy to zajął drugie miejsce w tabeli i dotarł do półfinału fazy play-off.
Po zaledwie pół roku funkcjonowania klub przestał istnieć; został przeniesiony do miasta Celaya i zmienił nazwę na Club Celaya. Kontynuatorem tradycji Gallos został natomiast Club Tijuana, założony w styczniu 2007 w Tijuanie przez Grupo Caliente.

## Zawodnicy
- Omar Aguayo (2006)
- José Álamo (2006)
- Norberto Ángeles (2006)
- Alberto Ascencio (2006)
- Ramiro Briseño (2006)
- Alfredo Conchas (2006)
- Ángel Fredi Díaz (2006)
- Jorge Flores (2006)
- Juan Carlos Franco (2006)
- Bosco Frontán (2006)
- Ángel García (2006)
- Elías García (2006)
- Juan Manuel Guerra (2006)
- Alfonso Guerrero (2006)
- Aníbal Hernández (2006)
- Samuel Hernández (2006)
- Miguel Layún (2006)
- Osvaldo Martínez (2006)
- Luis Méndez (2006)
- César Michel (2006)
- José Ojeda (2006)
- Jesús Otero (2006)
- Kristian Palomino (2006)
- Alberto Rizo (2006)
- Omar Salas (2006)
- Ricardo Sánchez (2006)
- Saúl Sánchez (2006)
- Héctor Valenzuela (2006)

Pogrubioną czcionką zaznaczono reprezentantów kraju.

## Trenerzy
- Víctor Rangel